# V842 Centauri
V842 Centauri (Nova Centauri 1986) é uma estrela binária variável cataclísmica que gerou uma nova em novembro de 1986, alcançando uma magnitude aparente máxima de 4,6. É considerada uma nova moderadamente rápida, tendo demorado 48 dias para diminuir seu brilho em 3 magnitudes. Em 2010, sua magnitude aparente já tinha caído para 16,5, mas sendo ainda 2 magnitudes mais brilhante que seu brilho anterior à nova. Localiza-se na constelação de Centaurus e está a uma distância de aproximadamente 1370 parsecs (4460 anos-luz) da Terra, determinada diretamente a partir de medições de paralaxe pelo satélite Gaia. Esse valor é próximo das estimativas indiretas anteriores, baseadas na taxa de expansão do material ejetado na nova e na taxa de extinção do sistema, que forneciam distâncias de 1,5 ± 0,2 e 1,65 ± 0,54 kpc.
Variáveis cataclísmicas são sistemas binários em que uma anã branca recebe material de uma estrela secundária, formando um disco de acreção ao redor da anã branca. As novas ocorrem quando esse material instável acumulado sofre uma reação de fuga termonuclear, aumentando tremendamente o brilho do sistema. A massa da anã branca de V842 Centauri é estimada em 0,88 massas solares. O sistema é provavelmente visto de uma inclinação baixa. Uma nebulosa em expansão foi detectada ao redor de V842 Centauri, formada por material ejetado durante a nova. Ela consiste de dois componentes, com diâmetros de 3,6 e 10,6 segundos de arco, que correspondem a materiais com diferentes densidades e velocidades de expansão.
Em 2009, um estudo fotométrico de V842 Centauri encontrou um possível período de 57 segundos na curva de luz do sistema, o que foi interpretado como o período de rotação da anã branca. Além disso, um período orbital de 3,94 horas foi calculado a partir de variações nesse período. Com base nesses dados, V842 Centauri foi classificada como uma polar intermediária, possuindo a terceira mais rápida rotação para uma variável cataclísmica. No entanto, outros dois estudos mais recentes revelaram problemas com essa classificação.

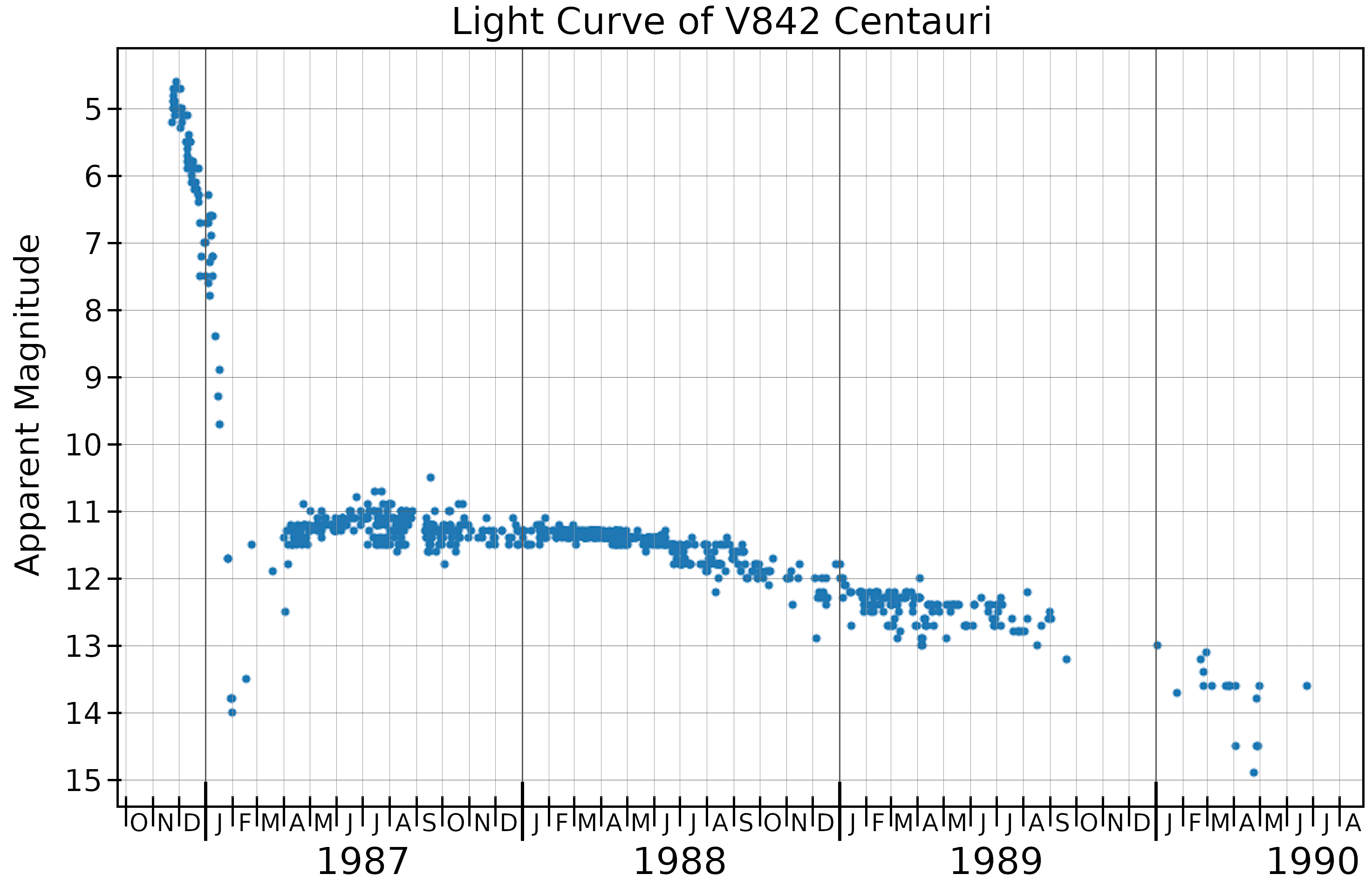
Curva de luz de V842 Centauri